# Kathedrale von Le Puy-en-Velay

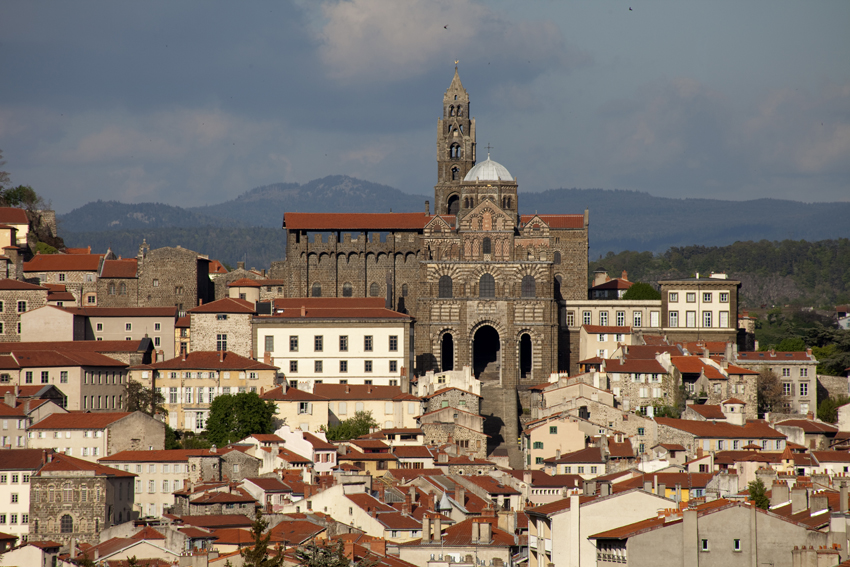
Notre Dame von Le Puy-en-Velay

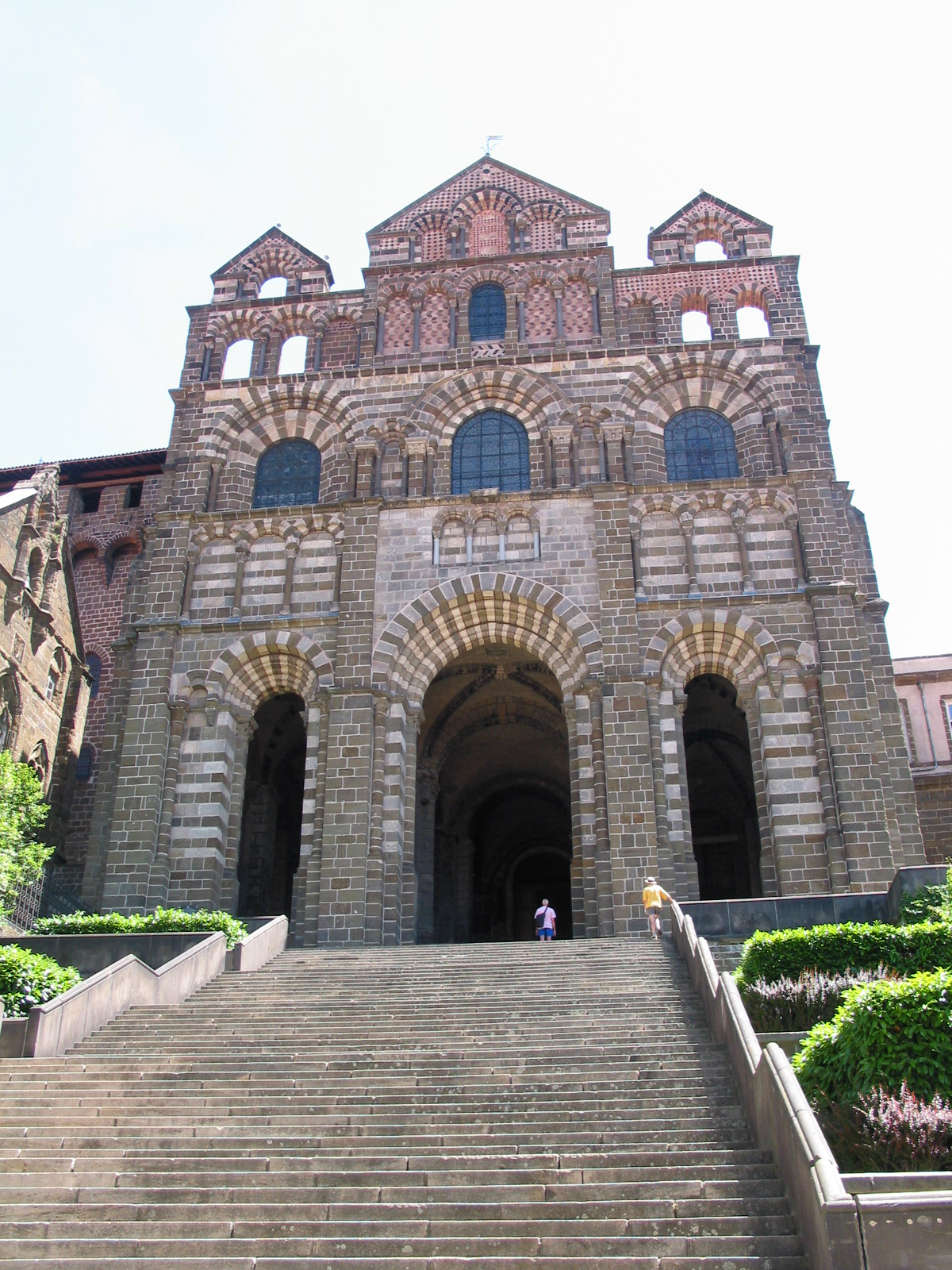
Die Fassade

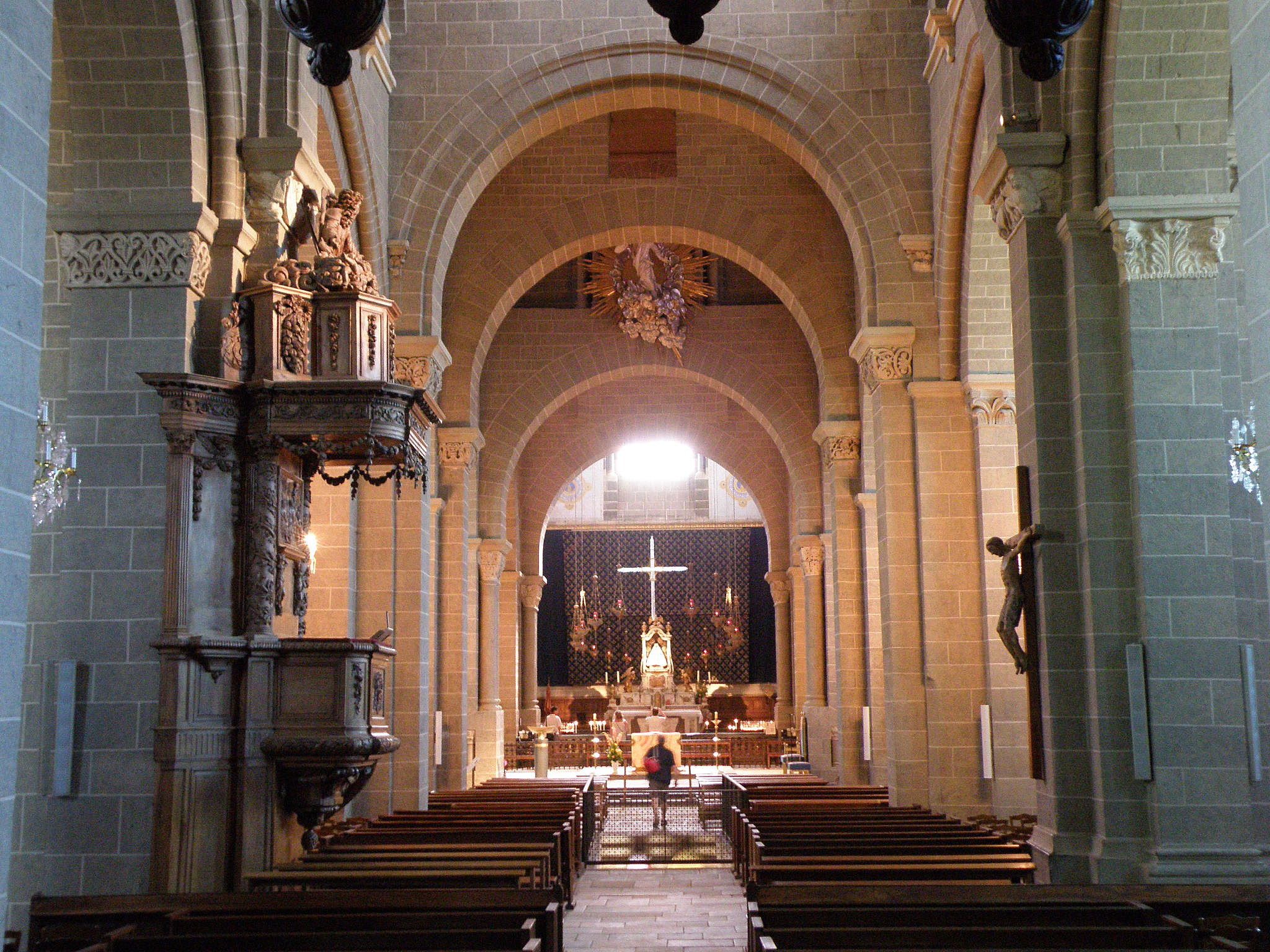
Blick durch das Kirchenschiff

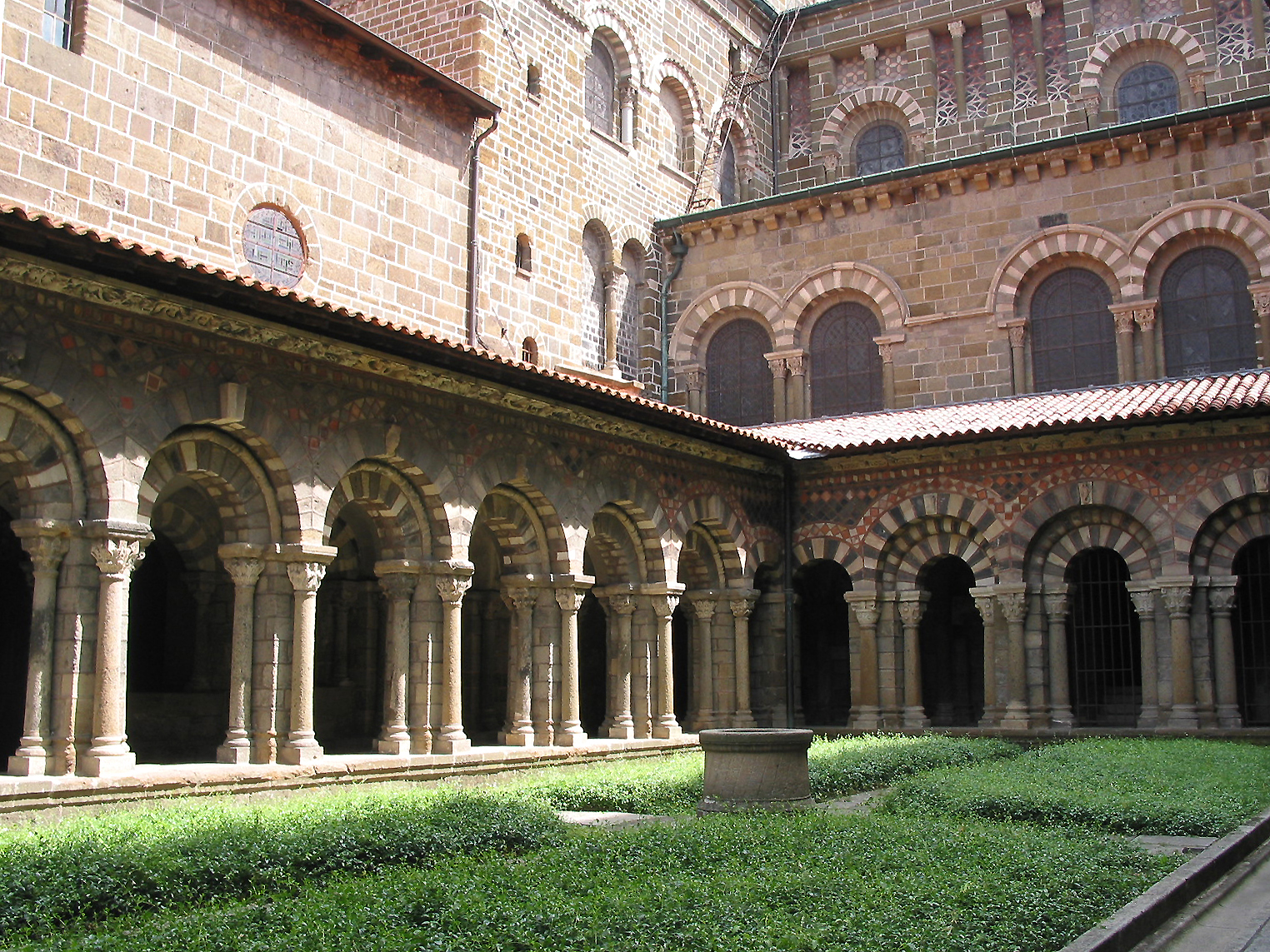
Der Kreuzgang

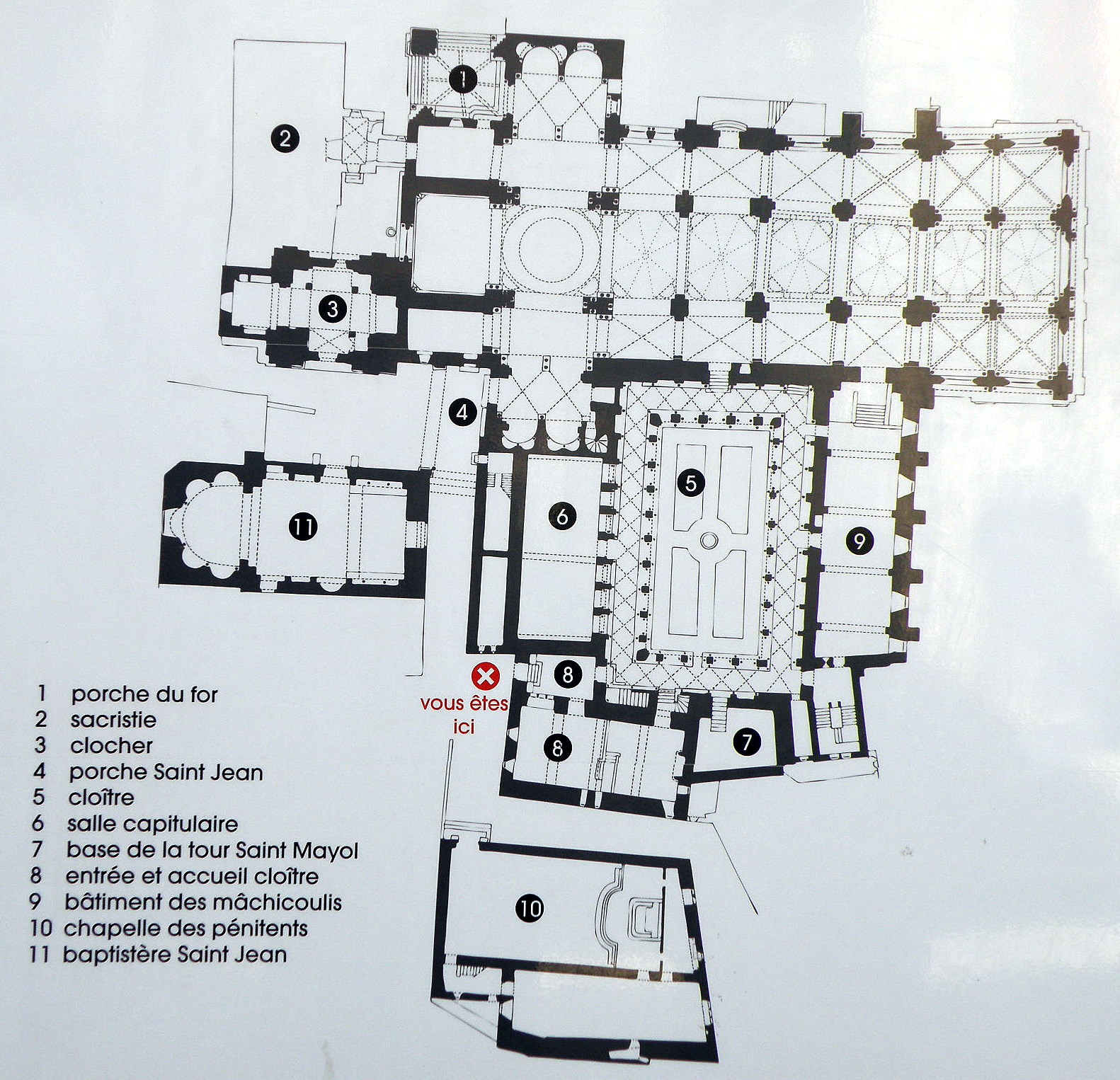
Gesamtkomplex

Die Kathedrale Notre Dame von Le Puy-en-Velay liegt auf dem Mont Anis (Rocher Corneille), dem Überrest eines mächtigen Vulkankegels. Sie ist Bischofssitz des bereits im 4. Jahrhundert erwähnten Bistums Le Puy-en-Velay und trägt seit dem Jahr 1856 den Titel einer Basilica minor. Sechs Jahre später wurde sie als Monument historique anerkannt.

## Geschichte und Architektur
Die ältesten Teile des Chores stammen aus der zweiten Hälfte des 11. Jahrhunderts. Der Bau fällt nicht nur durch seine erhabene Lage, sondern auch durch seine prächtige Fassade auf. Am dreischiffigen romanischen Langhaus wurde seit dem 12. Jahrhundert gearbeitet.
Man schuf damals einen Neubau nach einem für die Zeit veralteten Plan mit vierjochigem tonnengewölbtem Langhaus mit einem gewaltigen Querhaus, das ebenfalls Gewölbe und dazu Emporen auf der Stirnseite erhielt, und langgezogenem innen halbrundem, außen eckig ummanteltem Chor. Wohl aus Respekt vor der Heiligkeit des Ortes bewahrte man die Chorform des Vorgängerbaus. Im Verlauf des 12. Jahrhunderts ersetzte man die Tonnen durch Kuppeln.
Die Zunahme der Pilgerscharen in der zweiten Hälfte des 12. Jahrhunderts machte eine Vergrößerung der Kirche erforderlich. Der geheiligte Charakter der Apsis verbot eine Erweiterung nach Osten, wo es an Platz nicht mangelte. Deshalb verlängerte man den Neubau um zwei zusätzliche Joche nach Westen.
Die bedeutende Kathedrale mit frühchristlichem, teils wohl aus islamischen Quellen gespeistem Dekor wurde im 19. Jahrhundert Opfer einer radikalen und katastrophalen Rekonstruktion.
In einem Prozess, bei dem jeder Schritt den nächsten unweigerlich nach sich zog, rekonstruierte der Architekt Mallay ab dem Jahr 1884 Vierungskuppel und Vierungsturm, die zwei letzten Kuppeln des Langhauses, die erst spät vollendet worden waren, den südlichen Querhausarm und den oberen Teil des nördlichen, schließlich die zwei westlichen Joche und die Fassade. Von 1865 bis 1866 demolierte man den Chor und rekonstruierte ihn willkürlich.
Zwischen 1844 und 1888 war der im 12. Jahrhundert östlich des Chores errichtete Turm an der Reihe. Seine Restaurierung bedeutete einen Neuaufbau von der zweiten Etage an. Letztlich entgingen nur das dritte und das vierte Langhausjoch dem gravierenden Eingriff. Sie wurden restauriert, aber nicht rekonstruiert.
Bemerkenswert ist auch der Kreuzgang (cloître) mit einer Reihe original erhaltener Kapitelle.

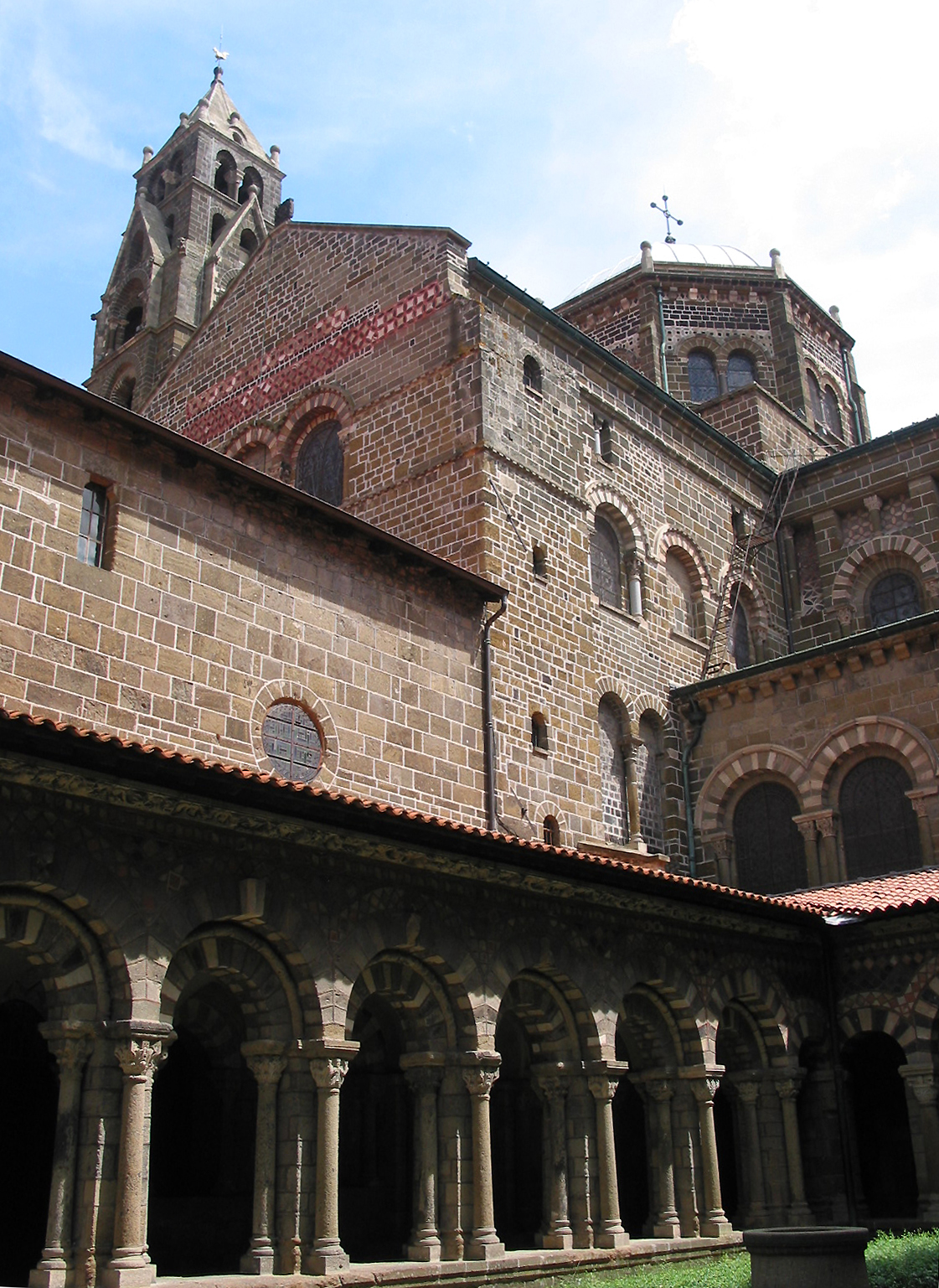
Außenansicht
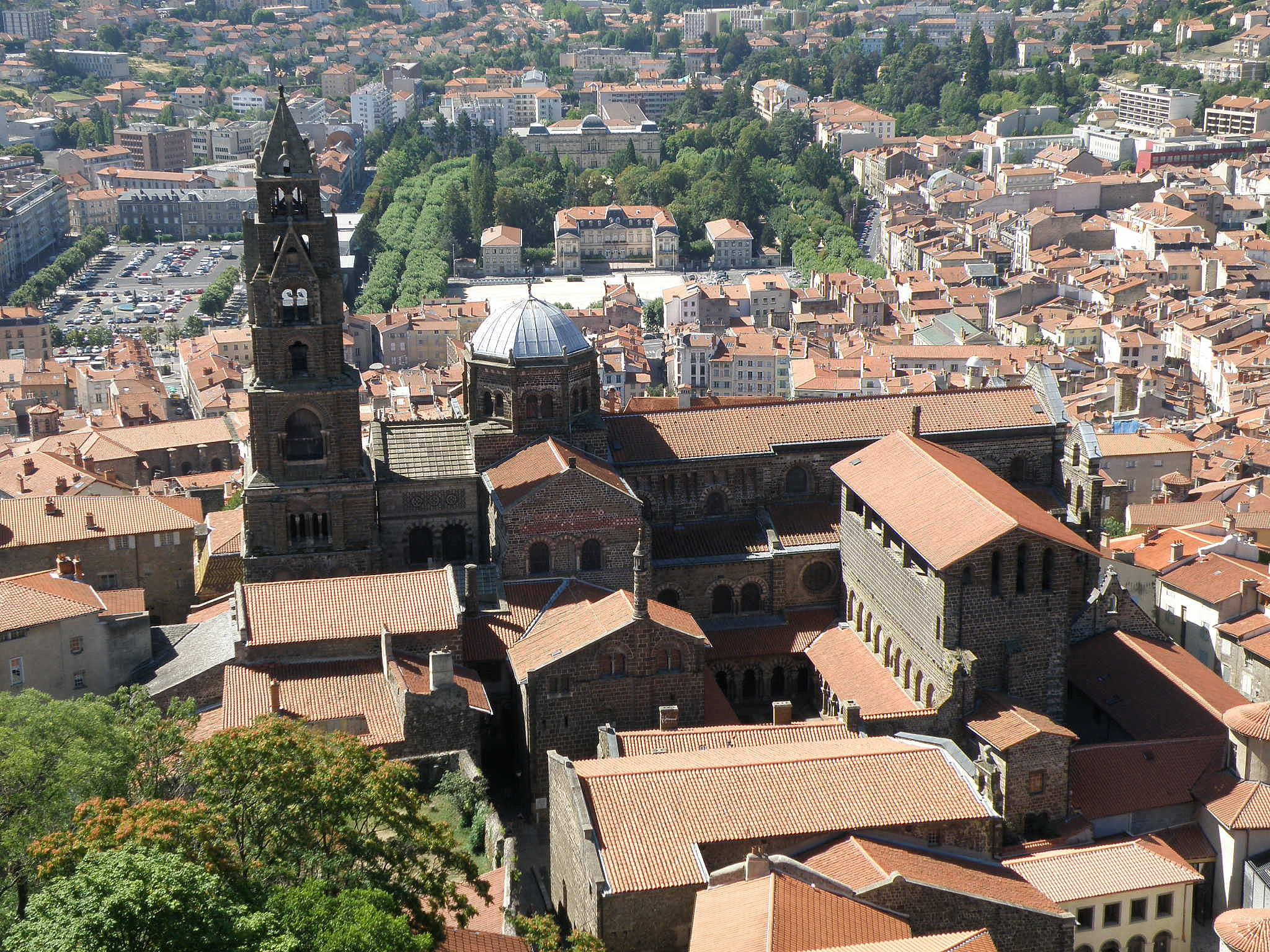
Blick auf den Gesamtkomplex
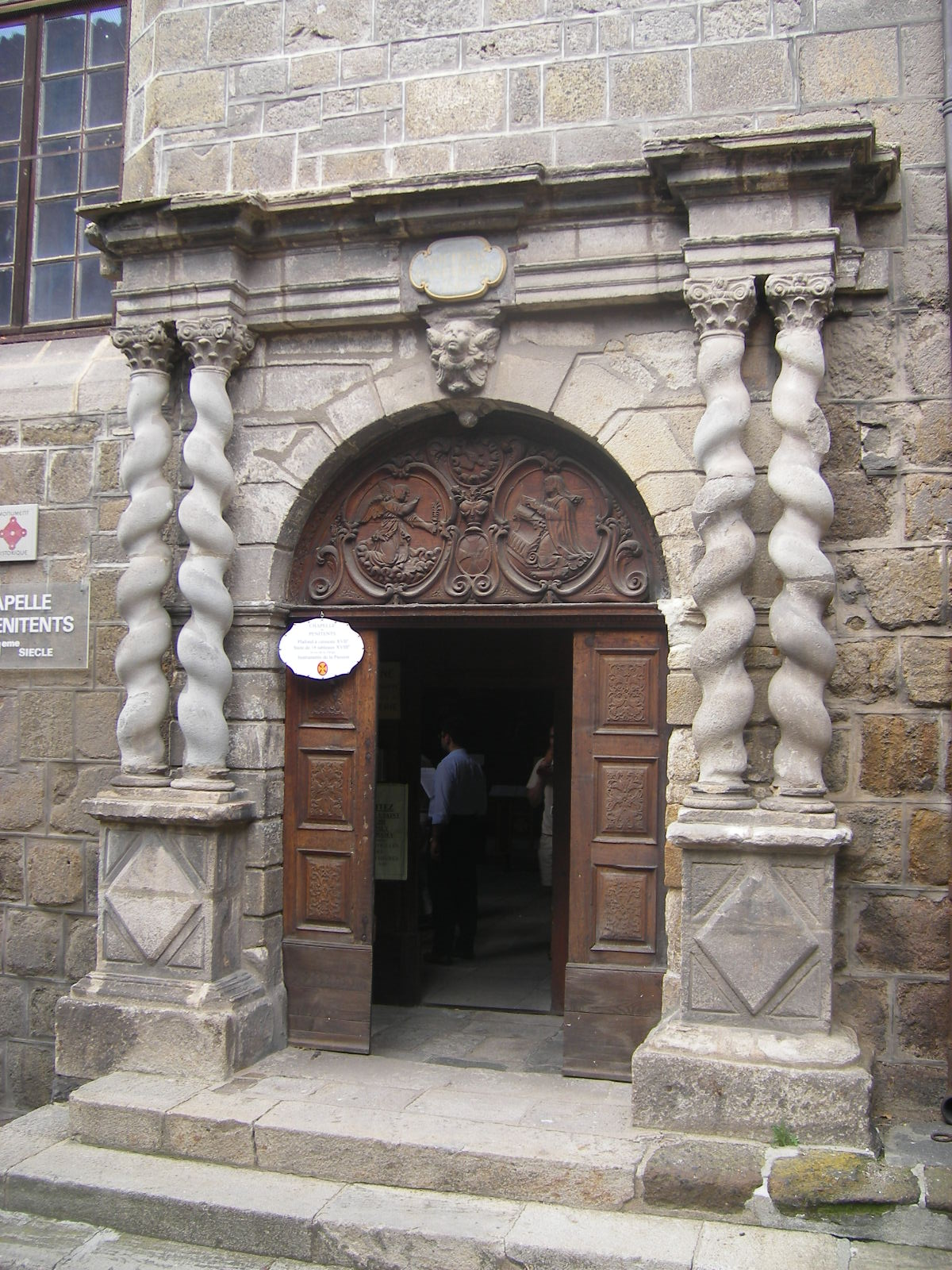
Kapelleneingang
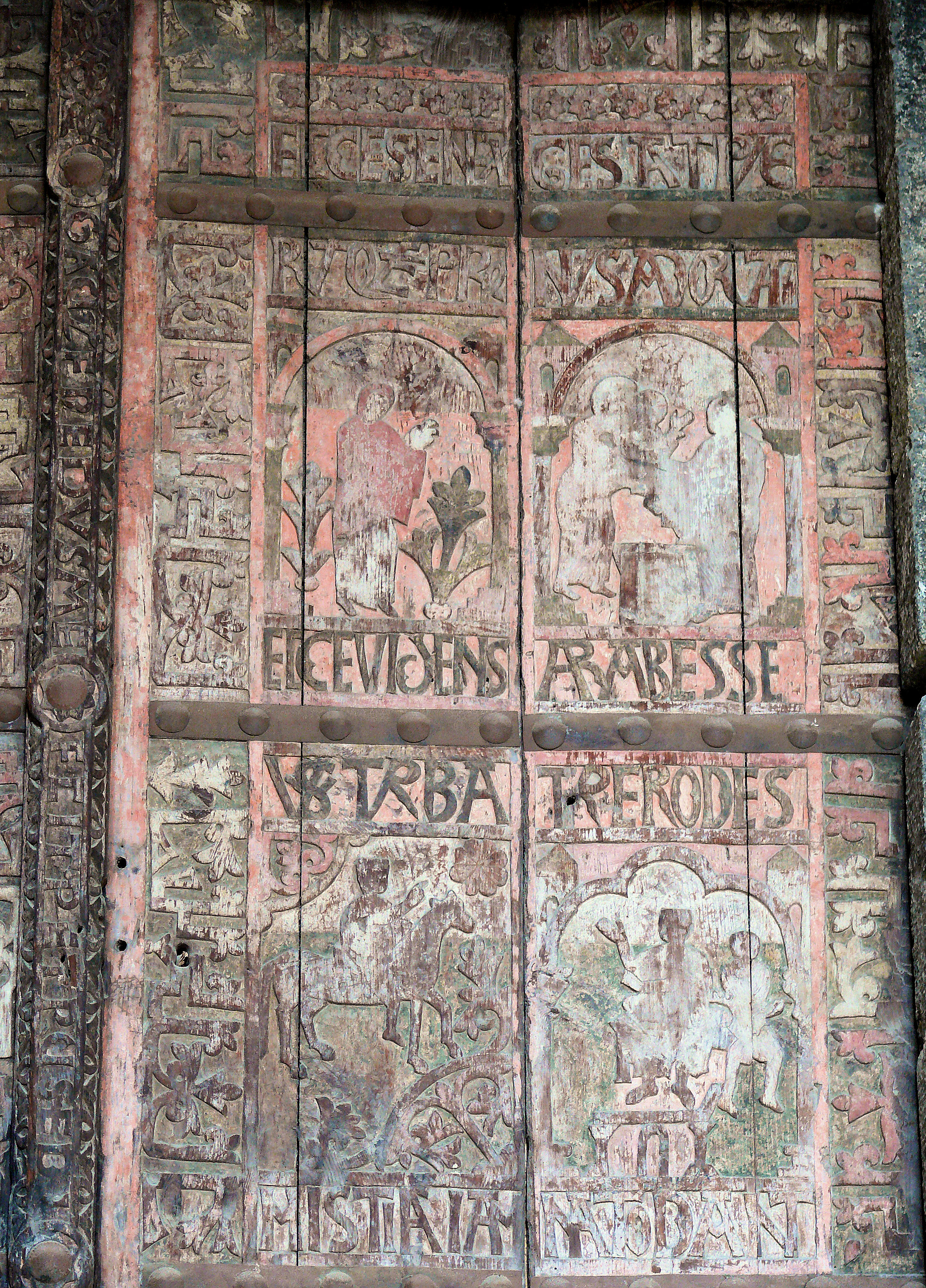
Portal aus Zedernholz
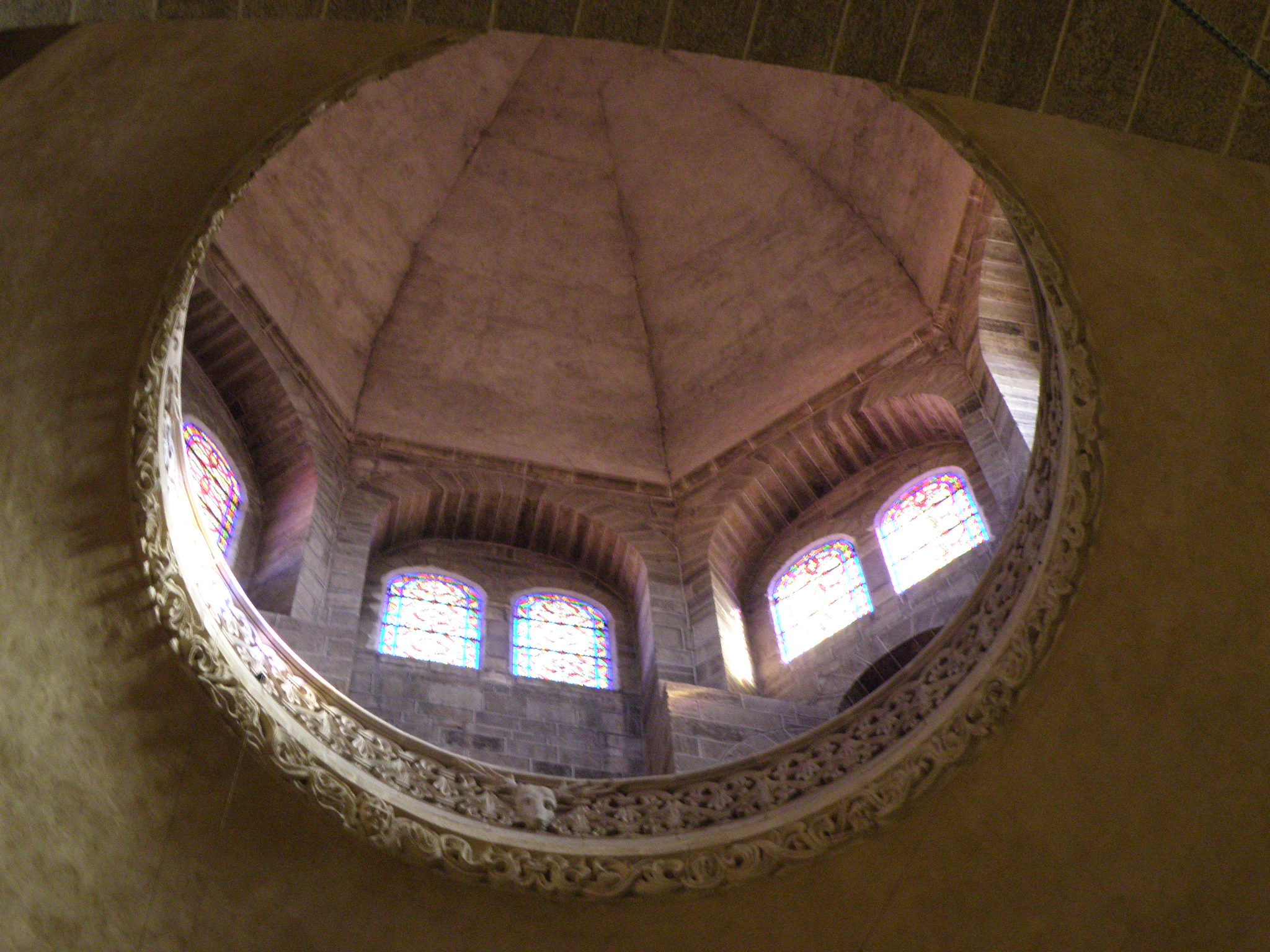
Kuppel
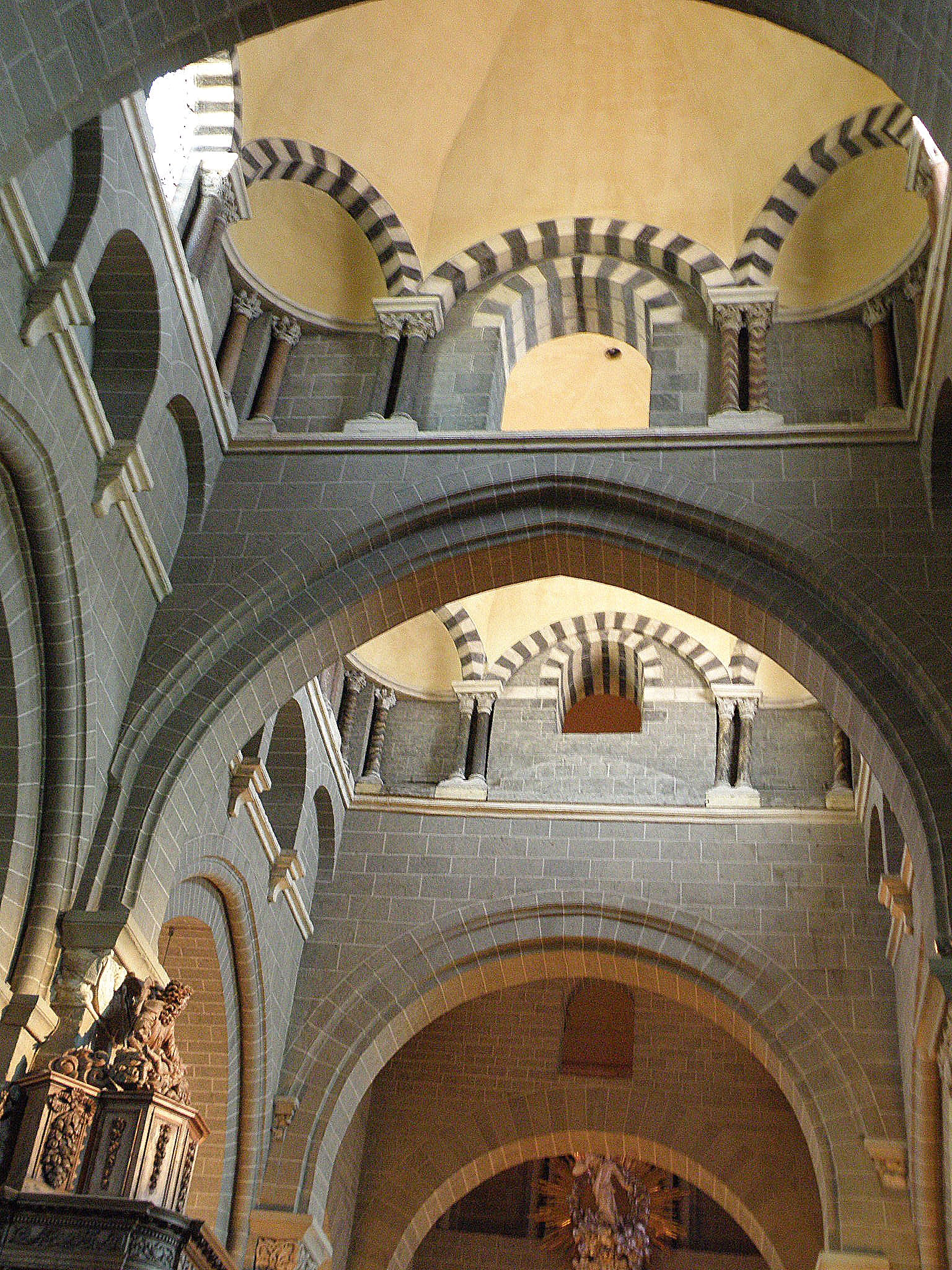
Blick in das Gewölbe
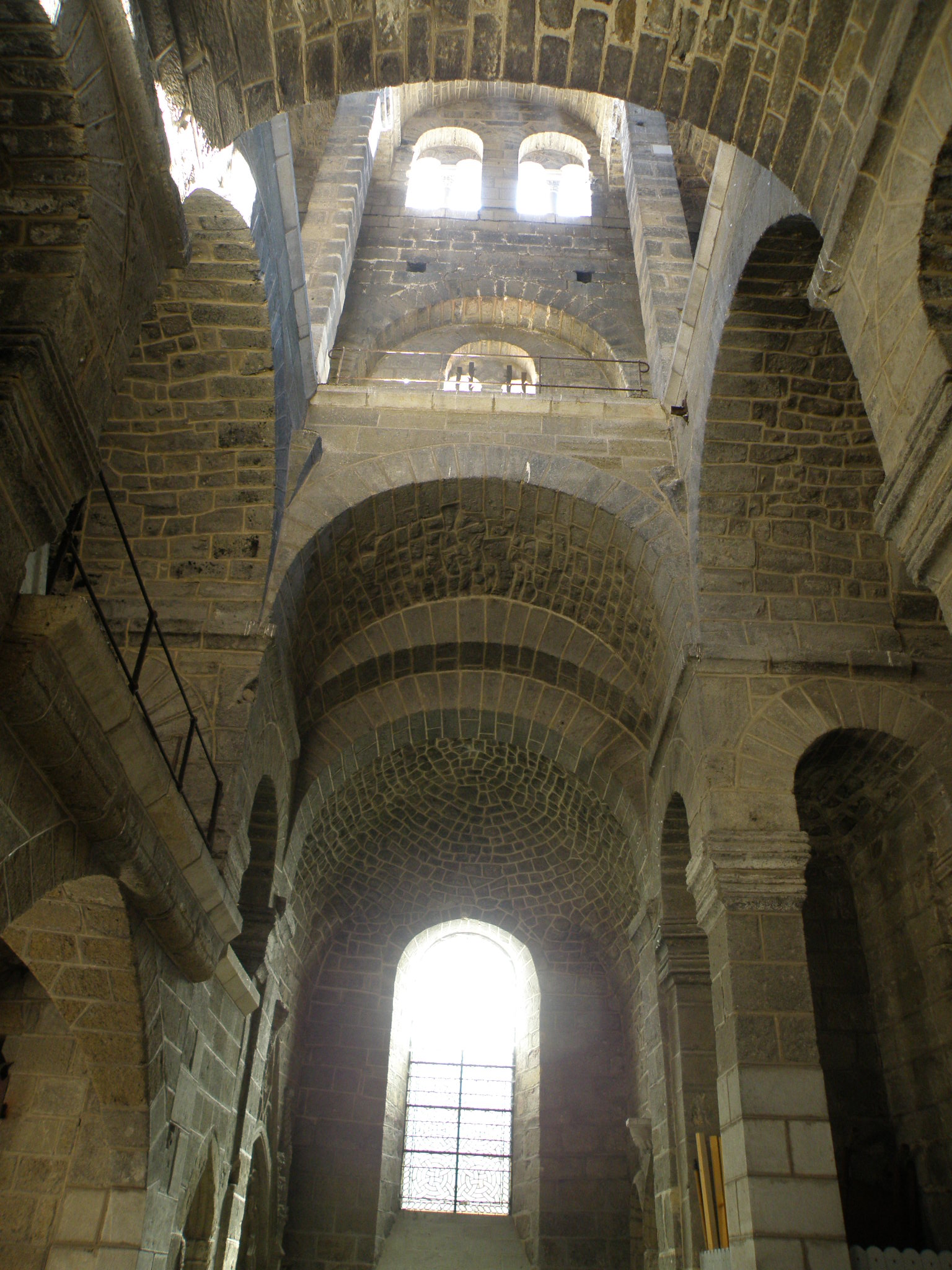
Blick in das Gewölbe
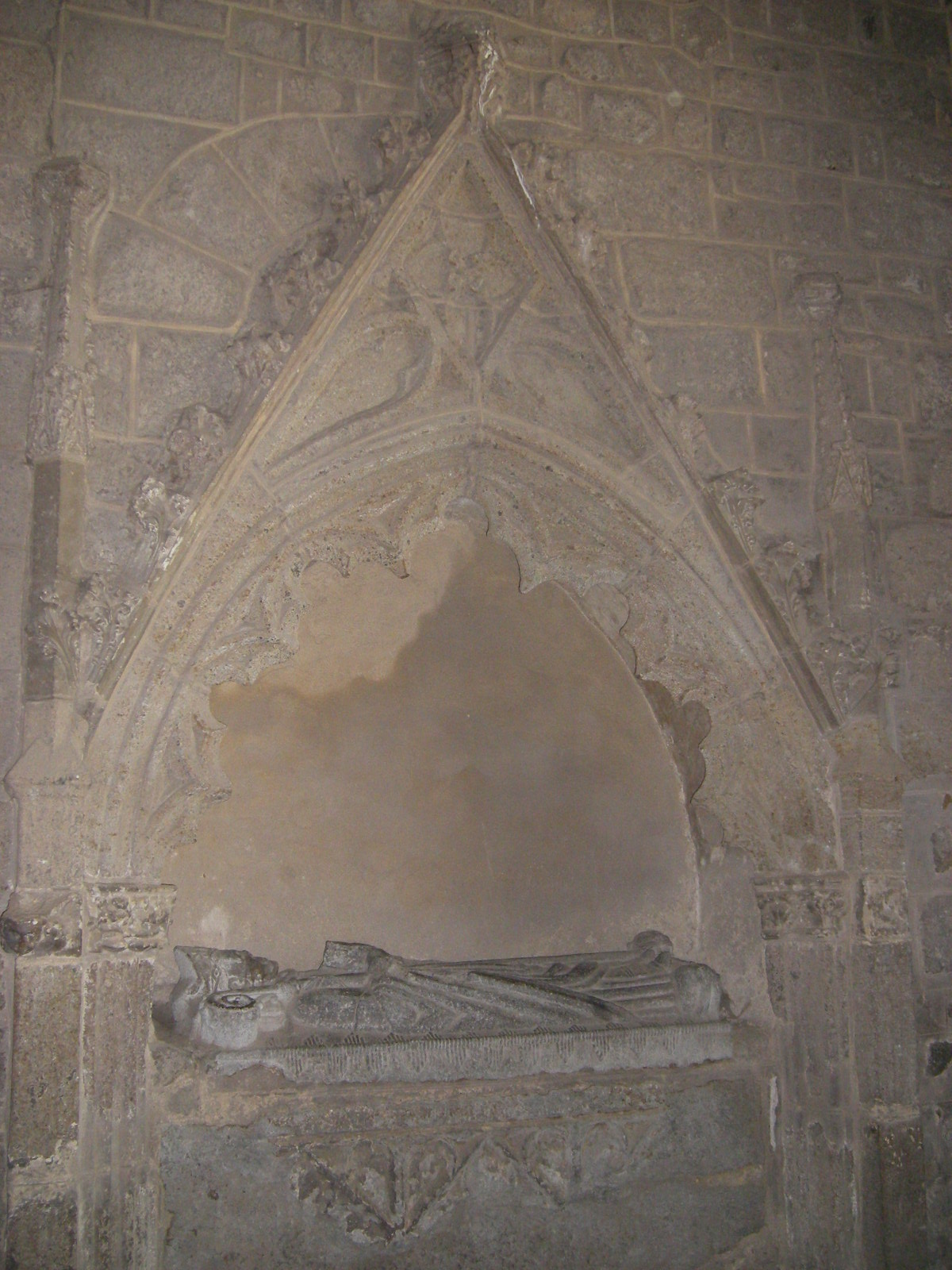
Wandgrab

## Ausstattung
Zur reichhaltigen Ausstattung der Kathedrale gehören unter anderem
- Statue der Notre-Dame du Puy (Schwarze Jungfrau)
- Statue des heiligen Jakob
- Gemälde der Heiligen Familie von Barthélemy d’Eyck
- Kirchenschatz in der Sakristei
- Baptisterium Saint-Jean
- Freskenmalereien im byzantinischen Stil

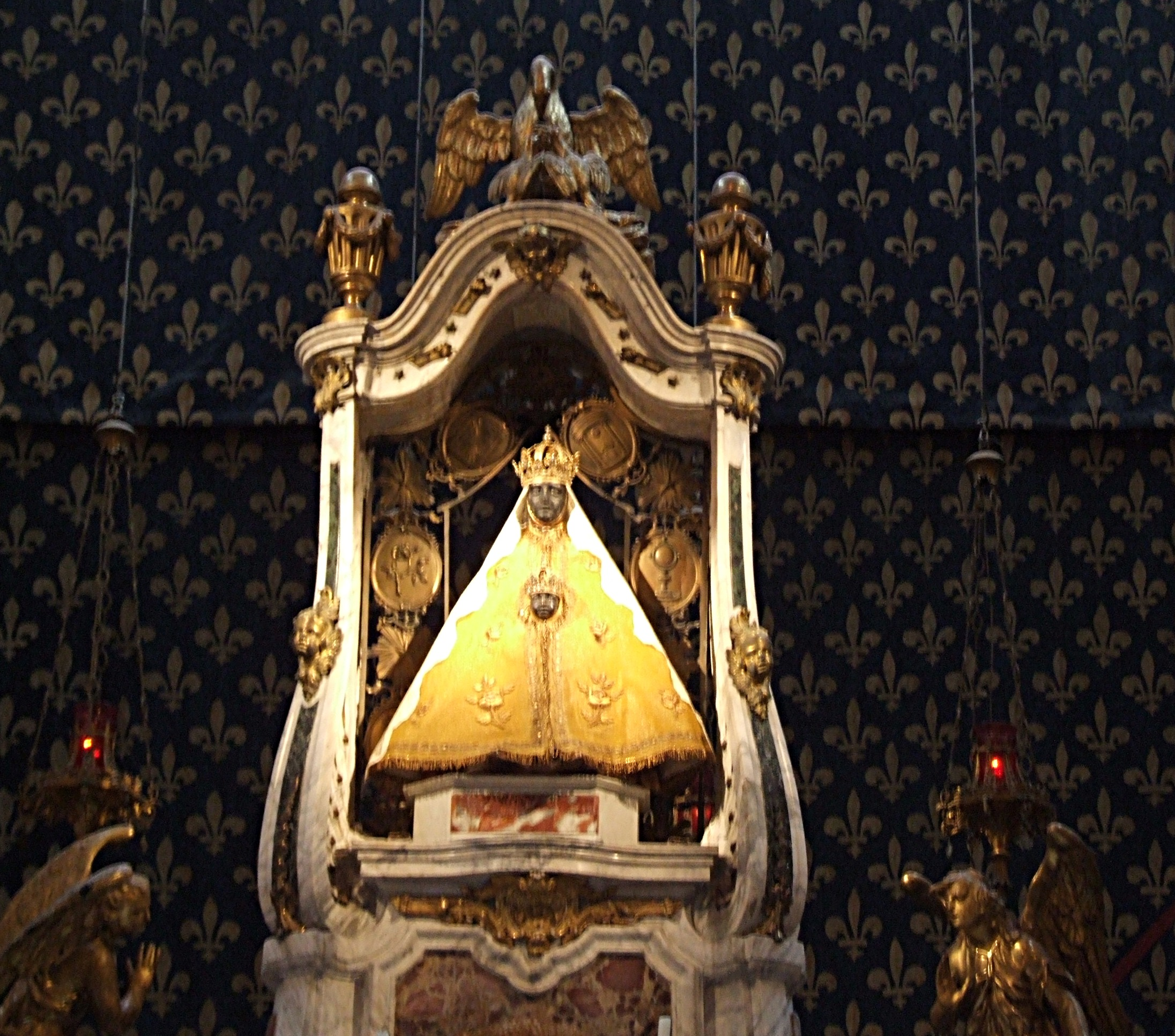
Schwarze Madonna
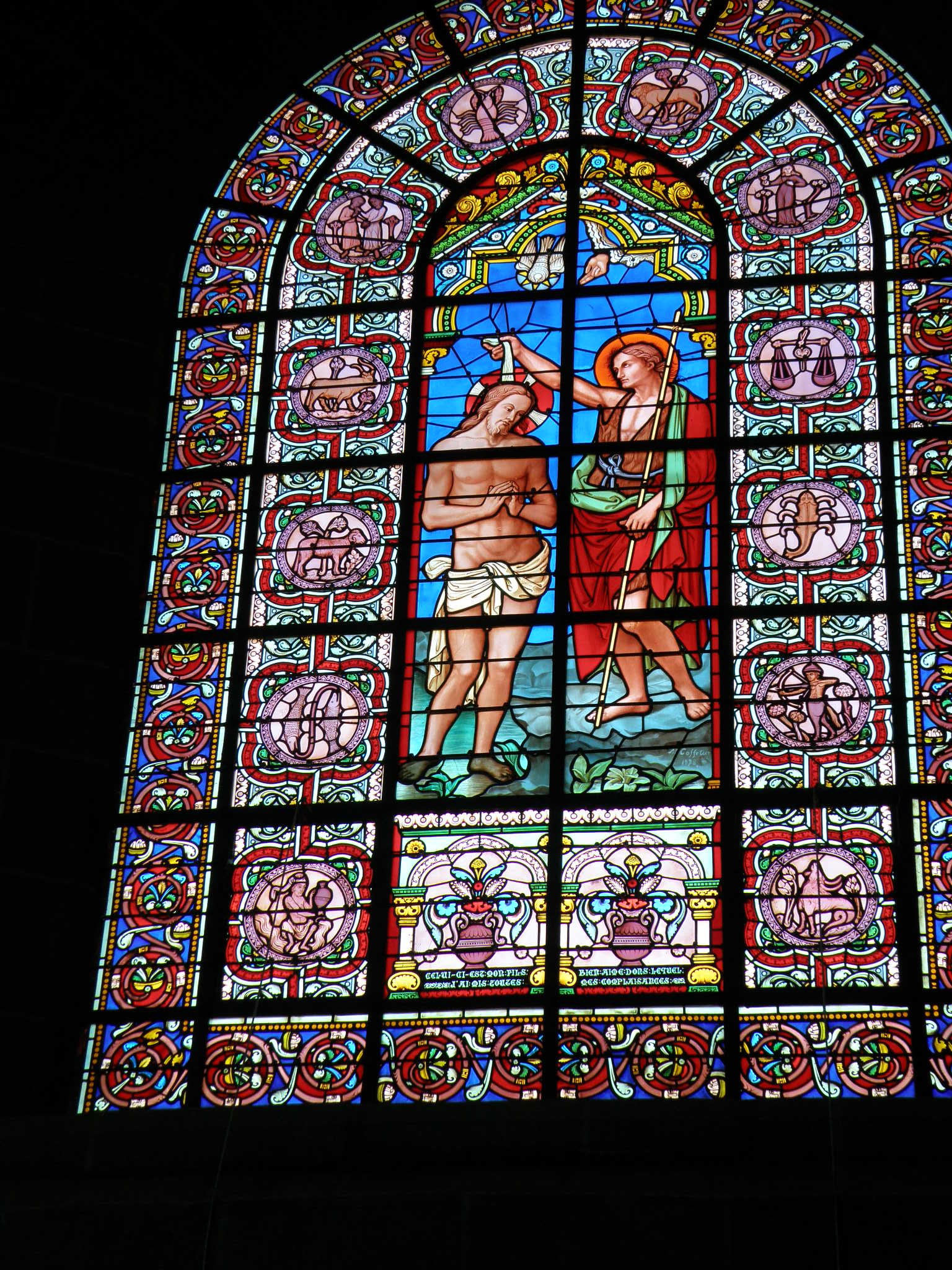
Glasfenster mit Taufe Jesu
Katharina von Alexandrien (12.–13. Jahrhundert)
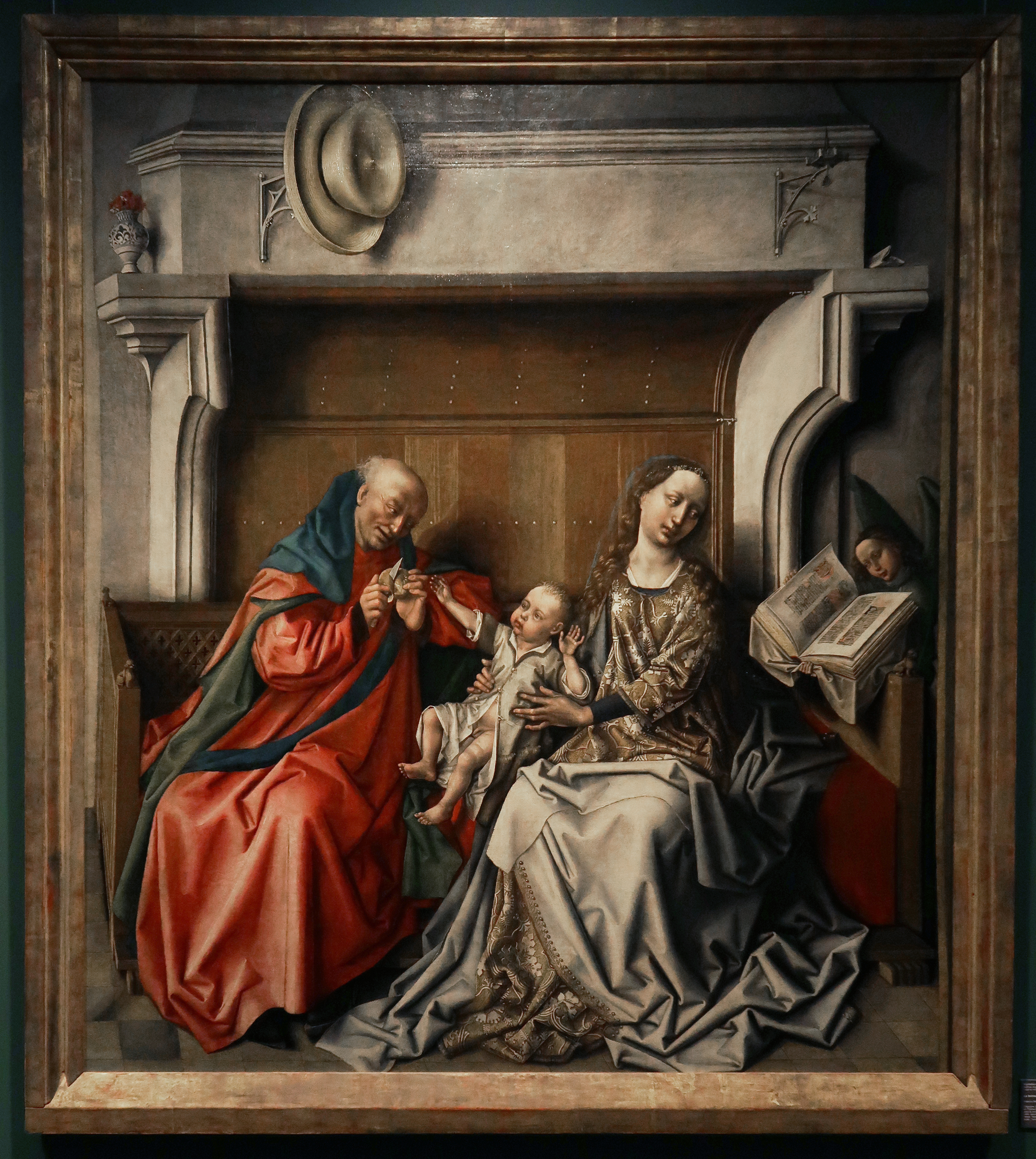
Barthélemy d’Eyck – Heilige Familie (um 1450)
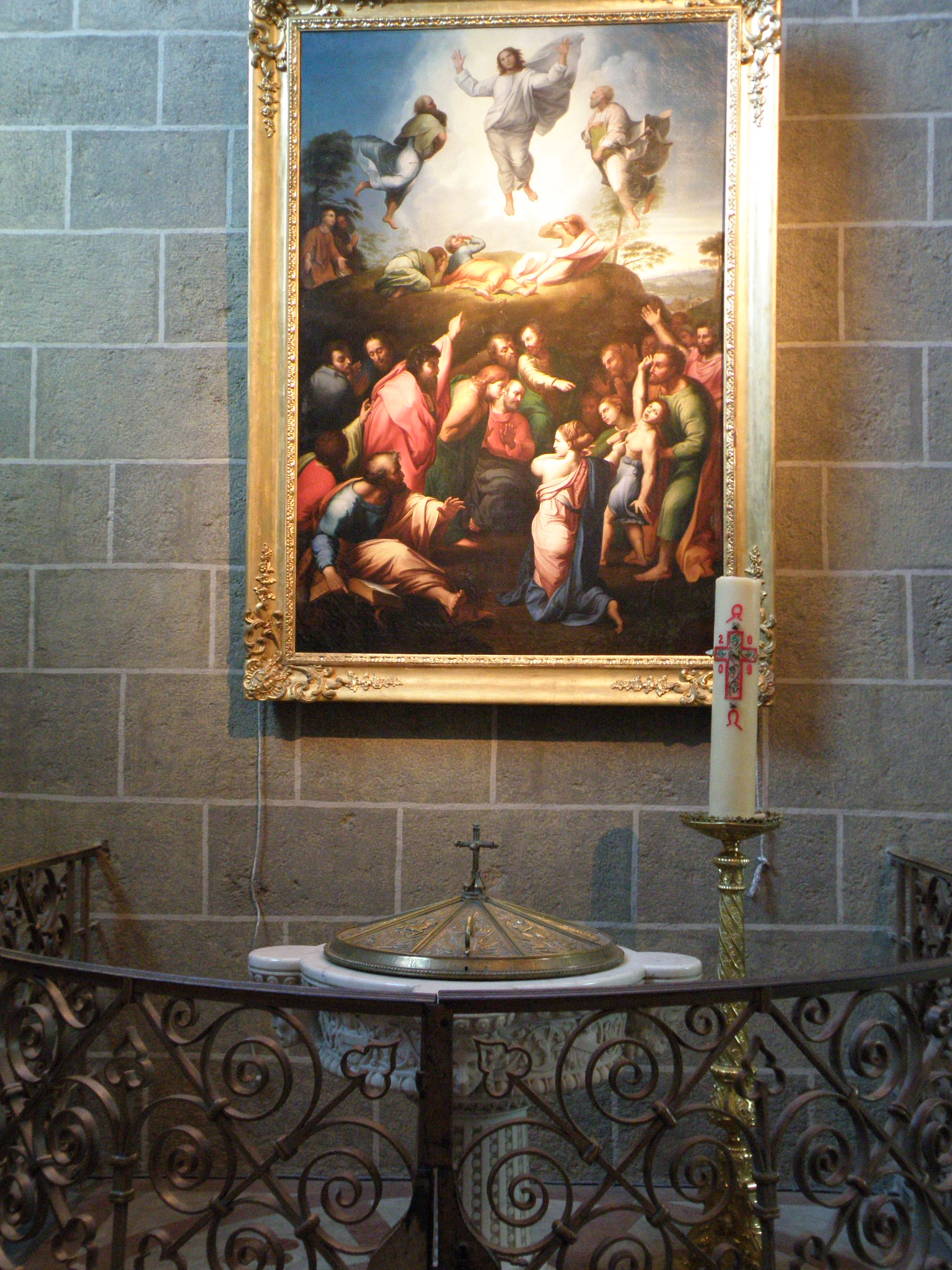
Kopie nach Raphael – Transfiguration Christi
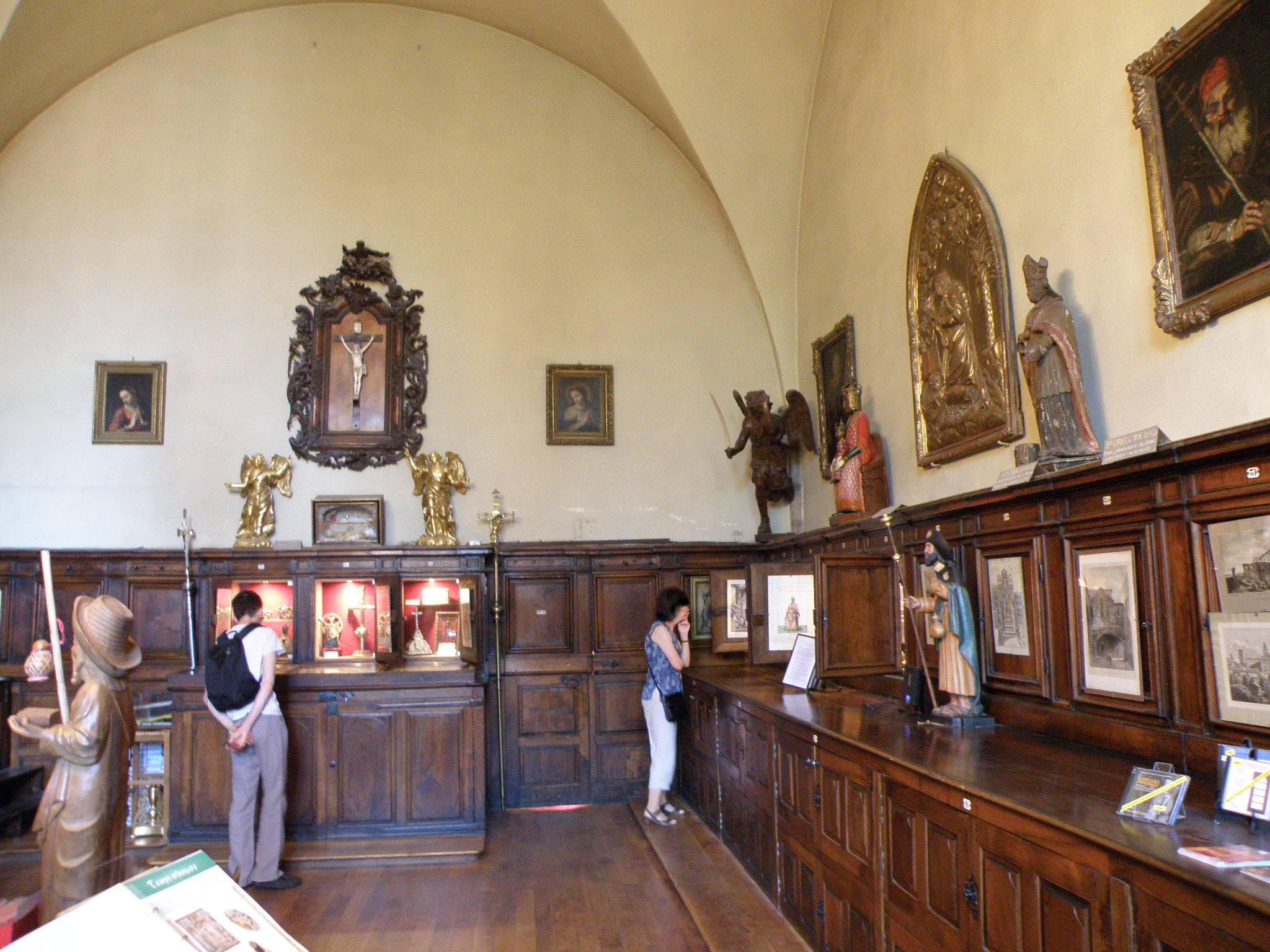
Sakristei

## Orgel

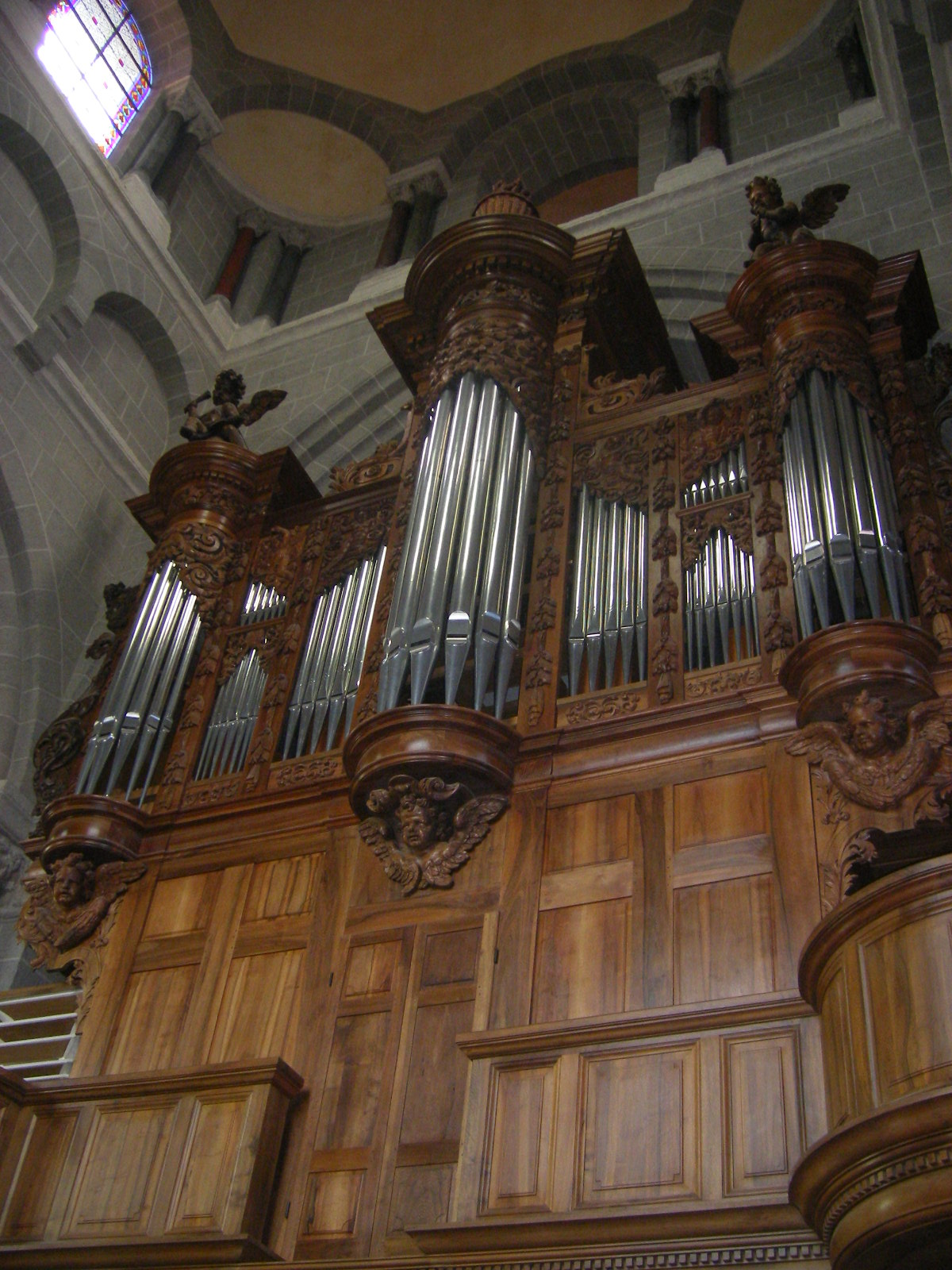
Orgel

Die große Orgel auf der Westempore wurde in den Jahren 1689–1695 von dem Orgelbauer Eustache erbaut. Das Instrument wurde im Laufe der Zeit mehrfach restauriert und verändert, u. a. durch die Orgelbauer Callinet, Merklin und Puget. Die letzte Renovierung im Jahre 1994 wurde durch den Orgelbauer Boisseau-Cattiaux durchgeführt. Das Instrument hat heute 43 Register auf vier Manualen und Pedal. Die Spiel- und Registertrakturen sind mechanisch.
| I Positif de Dos C–f3 |              |        |
| 1.                    | Bourdon      | 8′     |
| 2.                    | Montre       | 4′     |
| 3.                    | Flûte        | 4′     |
| 4.                    | Nasard       | 2 ⁄3′  |
| 5.                    | Doublette    | 2′     |
| 6.                    | Tierce       | 1 3⁄5′ |
| 7.                    | Larigot      | 1 ⁄3′  |
| 8.                    | Plein-Jeu V  |        |
| 9.                    | Cornet III   |        |
| 10.                   | Voix humaine | 8′     |
| 11.                   | Cromorne     | 8′     |

| II Grand Orgue C–f3 |                |        |
| 12.                 | Bourdon        | 16′    |
| 13.                 | Montre         | 8′     |
| 14.                 | Bourdon        | 8′     |
| 15.                 | Flûte          | 8′     |
| 16.                 | Prestant       | 4′     |
| 17.                 | Flûte          | 4′     |
| 18.                 | Grosse Tierce  | 1 3⁄5′ |
| 19.                 | Nasard         | 2 ⁄3′  |
| 20.                 | Doublette      | 2′     |
| 21.                 | Quarte         | 2′     |
| 22.                 | Tierce         | 1 3⁄5′ |
| 23.                 | Fourniture IV  |        |
| 24.                 | Cymbale IV     |        |
| 25.                 | Cornet V       |        |
| 26.                 | 1ère Trompette | 8′     |
| 27.                 | 2e Trompette   | 8′     |
| 28.                 | Clairon        | 4′     |

| III Récit expressif C–f3 |           |    |
| 29.                      | Cornet V  |    |
| 30.                      | Trompette | 8′ |
| 31.                      | Hautbois  | 8′ |

| IV Echo C–f3 |              |    |
| 32.          | Bourdon      | 8′ |
| 33.          | Prestant     | 4′ |
| 34.          | Doublette    | 2′ |
| 35.          | Cornet II    |    |
| 36.          | Plein-Jeu II |    |
| 37.          | Voix humaine | 8′ |

| Pédale C–f1 |           |     |
| 38.         | Soubasse  | 16′ |
| 39.         | Flûte     | 8′  |
| 40.         | Flûte     | 4′  |
| 41.         | Bombarde  | 16′ |
| 42.         | Trompette | 8′  |
| 43.         | Clairon   | 4′  |